# Pietroasa, Timiș
Pietroasa là một xã thuộc hạt Timiș, România. Dân số thời điểm năm 2002 là 1174 người.